# Піт (Дісней)

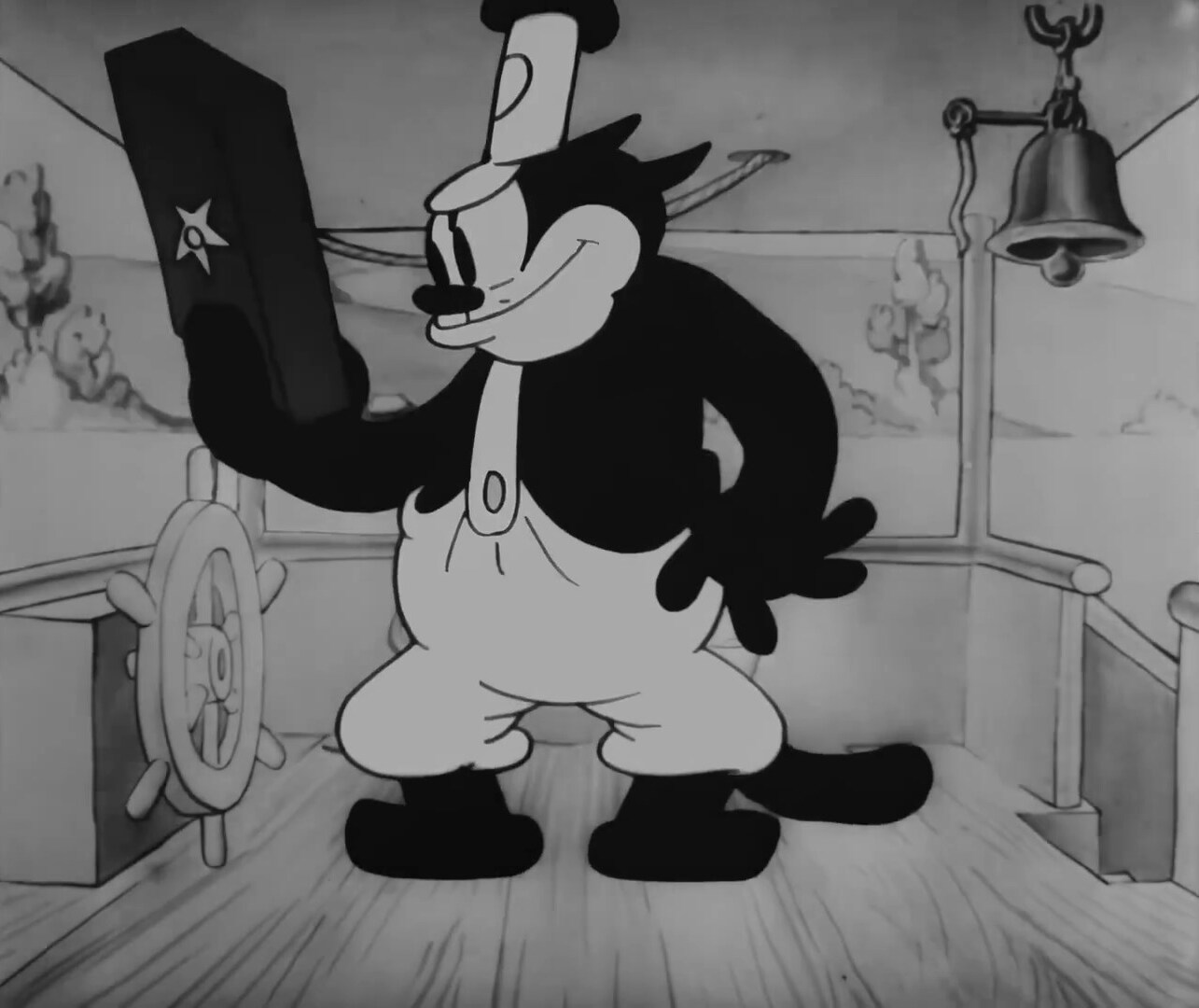
Піт у «Пароплавчик Віллі»

Піт (англ. Pete) — мультиплікаційний персонаж, створений у 1925 році Уолтом Діснеєм і Абом Айверксом. У мультфільмах з участю Мікі Мауса він з'являється в основному як антагоніст. Спочатку Піт був антропоморфним ведмедем, але з появою в 1928 році Мікі Мауса він перетворився на великого чорного кота. Піт є одним з найстаріших Диснеївських персонажів, бо вперше з'явився в 1925 році в мультфільмі «Аліса вирішує головоломку».
Хоча Піт часто асоціюється з лиходієм, він грав різні ролі — від злочинця («The Dognapper») до звичайного службовця («Mr. Mouse Takes a Trip»). Іноді Піт грав позитивного персонажа з грізним характером («Година симфонії»). У мультсеріалі «Клуб Мікі Мауса» у Піта більш доброзичливий характер, хоча іноді він робить погані вчинки.
Офіційним українським голосом Піта є Микола Карцев.

## Родина
У коміксах Піт зображувався нащадком різних злодіїв, злочинців і бандитів. Його мати, відома як Мо Піт, була згадана в оповіданні «Donald Duck Finds Pirate Gold» (опублікованому в 1942 році) як мешканка Піттсбурга.
В історії «The River Pirates» (опублікована в 1968 році) був представлений брат-близнюк Піта. У 1998 році в коміксах про Мікі Мауса була показана старша сестра Піта.
У серіалі «Гуфі та його команда» у Піта була дружина Пегг і двоє дітей — Пі Джей (PJ) і Писталь, а сам він живе по сусідству з головним героєм.
У серії «Шеф-кухар Гуфі» мультфільму «Клуб Мікі Мауса» показана бабуся Піта.

## Появи

### Мультфільми
Вперше Піт з'явився в мультфільмі «Alice Solves the Puzzle» 1925 року. Заважаючи, схожого на ведмедя лиходієві судилося повернутися на екран.
З 1925 року він з'являвся в багатьох мультфільмах серії «Комедії Аліси», таких як «Аліса виграла дербі» (1925), «Alice on the Farm» (1926), «Alice the Gold Bug» (1927), «Alice at the Rodeo» (1927) та ін.
Починаючи з мультфільмів «The Gallopin' Gaucho» і «Пароплавчик Віллі», Піт з'являвся у вигляді антропоморфного кота. У мультфільмах 1930-х років він був головним ворогом Мікі Мауса. З іншого боку, в мультфільмі «Година симфонії» (1942) Піт був позитивним персонажем.
Піт також з'являвся в деяких мультфільми з участю Дональда Дака, таких як «Donald's Lucky Day» (1939), «Donald Gets Drafted» (1942), «The New Neighbor» (1953) та ін.
Лише в трьох мультфільмах з участю Гуфі з'являвся Піт: «Two Gun Goofy» (1952), «How to be a Detective» (1952) і «Father's Day Off» (1953). Він також брав участь разом з Чіпом і Дейлом в мультфільмі «The Lone Chipmunks» (1954).
У 1983 році вийшов мультфільм «Різдвяна історія Мікі», в якому Піт грав роль Духа.
У фільмі «Хто підставив кролика Роджера» у Піта була невелика епізодична роль — він грав  поліціянта-офіцера в Мультауні.
Пізніше Піт з'явився в мультфільмі «Канікули Гуфі», де він найкращий друг Гуфі. А все-таки, він також був трохи гордим і буркотливим.
Піт з'являвся в мультиплікаційному фільмі «Три мушкетери», як шеф Мікі Мауса, Гуфі та Дональда Дака, що мріють бути в рядах королівської охорони. Піт був начальником бандитів — братів Гавс.

### Мультсеріали
- У мультсеріалі «Мишачий будинок» Піт був головним антагоністом. Він всіляко намагався зупинити шоу Мікі Мауса.
- У серіалі «Клуб Мікі Мауса» Піт був вже не злим, а доброзичливим персонажем. Іноді він заважав Мікі Маусу та його друзям, але в основному допомагав їм.
- У серіалі «Гуфі і його команда» Піт — звичайний сім'янин і торговець автомобілями.

### Ігри
У грі Kingdom Hearts II Піт був помічником Маліфісент. Він всіляко намагається визволити зло, але йому це не вдається. У кінці Піт разом з Маліфісент допомагає Мікі й Сорі.